# چپمن (کانزاس)
چپمن (به انگلیسی: Chapman) شهری در ایالت کانزاس کشور ایالات متحده آمریکا است که جمعیت آن در سرشماری سال ۲۰۱۰ میلادی، ۱٬۳۹۳ نفر بوده‌است.